# AC-12
L'avenue AC-12 dite Avenue del Pasaje est une avenue urbaine qui permet d'accéder au Port de La Corogne depuis l'AC-11 en venant du sud.
Elle prolonge l'Avenue de Fonteculler en provenance d'O Temple au sud-est avant de croiser l'AC-11
D'une longueur de 4 kilomètres environ, elle relie l'AC-10 au sud-est de l'agglomération jusqu'au Port de La Corogne en longeant la côte de la Baie de La Corogne.

## Tracé
- Elle débute au sud-est de La Corogne où elle prolonge l'Avenue de Fonteculler au niveau du croisement avec l'AC-11. Elle longe la baie en desservant les communes de l'agglomération.
- Elle est rejointe par l'AC-10 (transversale est-ouest) qui dessert par le même occasion le port.
- Elle continue vers le centre avant de bifurquer avec l'AC-11.

## Sorties
| Numéro de la sortie | Nom de la sortie | Bifurcation |
| ------------------- | --- | ----------- |
|                     | La Corogne Centre - La Corogne-Avenida de Alfonso Molina La Corogne-Avenida de Acea da Ma Betanzos N-VI                                 | AC-11       |
| 02                  | Centre Oncologique de Galice |             |
| 02                  | Institut Medicaux Chirurgicale de Galice                                                                                                |             |
| 05                  | Zone Industrielle Grela-Bens La Corogne-Avenida Alfonso de Molina La Corogne-Ronda de Camillo José Cela Accès Sud du Port de La Corogne | AC-10       |
| 07                  | La Corogne-Ronda Outeiro - Université de La Corogne                                                                                     |             |
|                     | Port de La Corogne Seulement pour les autorisées                                                                                        |             |
|                     | La Corogne Centre - La Corogne-Avenida de Primo de Rivera                                                                               |             |